# James Craig Watson
James Craig Watson, född 28 januari 1838 i Elgin County, Ontario, död 23 november 1880 i Madison, Wisconsin, var en kanadensisk-amerikansk astronom.
Watson studerade astronomi i Ann Arbor, Michigan, blev 1859 assistent vid observatoriet där och 1863 dess direktör. År 1879 blev han direktör för det nygrundade Washburne Observatory i Madison.
Han vann sig ett känt namn genom sin upptäckt 1863–77 av 22 asteroider och för sin mycket skattade lärobok Theoretical Astronomy (Philadelphia 1868). 
Asteroiden 729 Watsonia är uppkallad efter honom.

## Upptäckta asteroider
| 79 Eurynome | 14 september 1863 |
| 93 Minerva  | 24 augusti 1867   |
| 94 Aurora   | 6 september 1867  |
| 100 Hekate  | 11 juli 1868      |
| 101 Helena  | 15 augusti 1868   |
| 103 Hera    | 7 september 1868  |
| 104 Klymene | 13 september 1868 |
| 105 Artemis | 16 september 1868 |
| 106 Dione   | 10 oktober 1868   |
| 115 Thyra   | 6 augusti 1871    |
| 119 Althaea | 3 april 1872      |

| 121 Hermione      | 12 maj 1872       |
| 128 Nemesis       | 25 november 1872  |
| 132 Aethra        | 13 juni 1873      |
| 133 Cyrene        | 16 augusti 1873   |
| 139 Juewa         | 10 oktober 1874   |
| 150 Nuwa          | 18 oktober 1875   |
| 161 Athor         | 19 april 1876     |
| 168 Sibylla       | 28 september 1876 |
| 174 Phaedra       | 2 september 1877  |
| 175 Andromache    | 1 oktober 1877    |
| 179 Klytaemnestra | 11 november 1877  |